# Skarżyn, Warmińsko-Mazurskie
Skarżyn [ˈskarʐɨn] (tiếng Đức: Richtenberg, before 1938: Skarzinnen) là một ngôi làng thuộc khu hành chính của Gmina Biała Piska, thuộc huyện Piski, Warmińsko-Mazurskie, ở miền bắc Ba Lan. Nó nằm khoảng 11 kilômét (7 mi) phía đông Biała Piska, 29 km (18 mi) về phía đông của Pisz và 116 km (72 mi) về phía đông của thủ đô khu vực Olsztyn.
Trước năm 1945, khu vực này là một phần của Đức (Đông Phổ).
Ngôi làng có dân số 190.